# 宜山石楠
宜山石楠（学名：Photinia chingiana）为蔷薇科石楠属的植物，为中国的特有植物。分布在中国大陆的广西等地，生长于海拔1,000米的地区，常生长在开旷森林或河岸，目前尚未由人工引种栽培。